# Küçük Kızılören Hanı
Koordinaten: 37° 52′ 18,5″ N, 32° 4′ 44,5″ O
Der Küçük Kızılören Hanı (deutsch: „kleiner Kizilören Han“) ist eine seldschukische Karawanserei in der türkischen Provinz Konya in Anatolien.

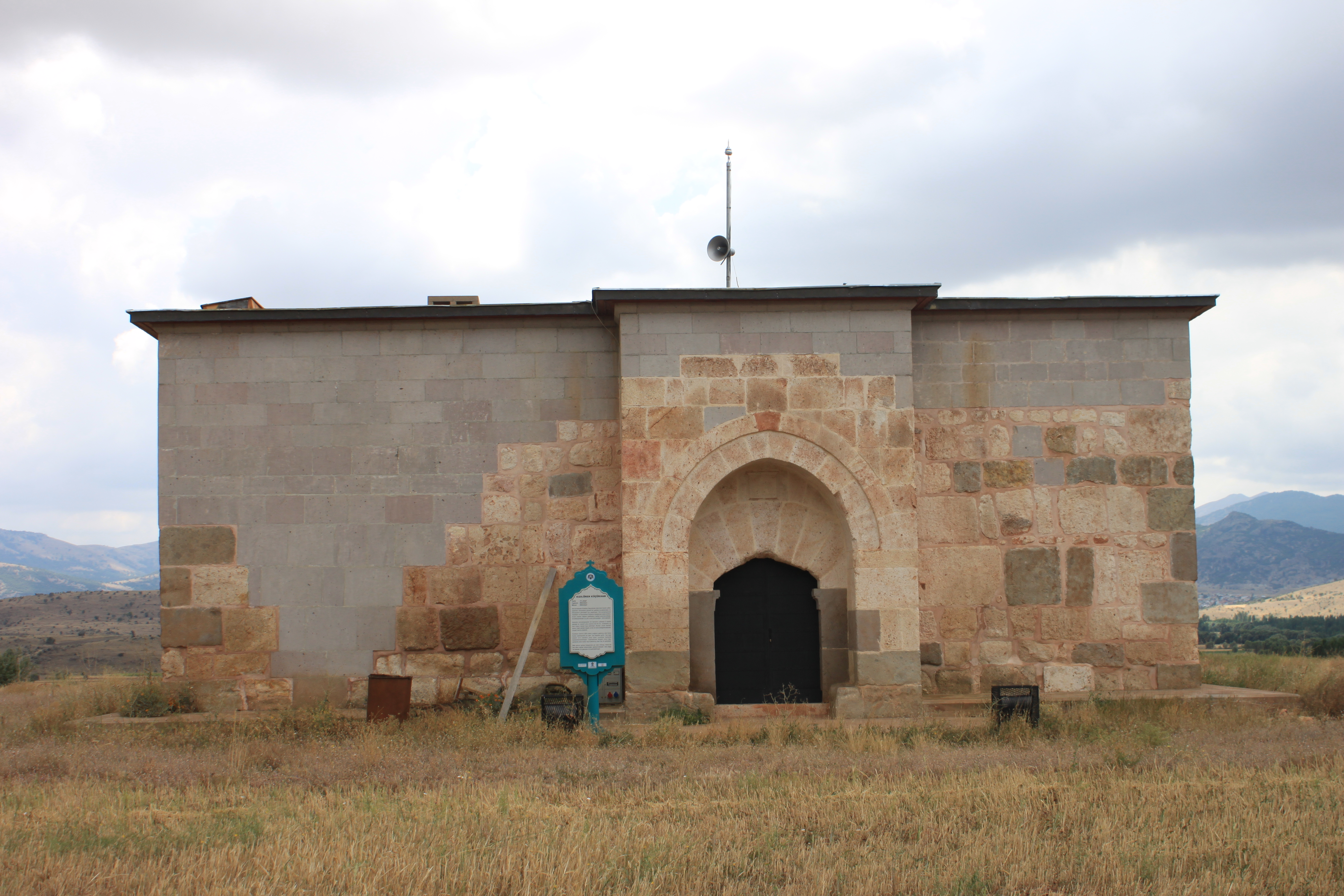
Küçük Kızılören Hanı („kleiner Kizilören Han“), erbaut Anfang bis Mitte des 13. Jahrhunderts

## Lage
Der Küçük Kızılören Hanı liegt in der Nähe des Dorfes Kızılören im Gebiet der Gemeinde Meram im gleichnamigen Landkreis, südlich der Nationalstraße D 330 zwischen Beyşehir und Konya. Man biegt von Konya kommend nach 39 km links in eine kleine unbefestigte Straße und erreicht nach 200 m den Kızılören Hanı. Dort biegt man auf den Feldweg Richtung Norden ein. Der Han liegt auf einem kleinen Hügel, zu dem keine Straße führt. Bei seiner Erbauung lag er nahe an der historischen Via Sebastia von Isparta nach Konya. Der Han kann zurzeit (2020) nur von außen besichtigt werden. Der nächsten Han Richtung Konya war der Altinapa Han (heute im Altinapa-Stausee liegend) nach dreizehn Kilometern und Richtung Beyşehir der Kuruçeşme Hanı, von dem die genaue Lage nicht mehr bekannt ist.

## Name
Der Han heißt heute so wie die nächstgelegene Siedlung Kızılören (deutsch: „rote Ruine“), die heute ungefähr zwei Kilometer entfernt liegt. Er ist auch unter den Namen Küçük Kızılviran Hanı bekannt. Bei Kızılviran handelt es sich um den gleichbedeutenden ehemaligen Ortsnamen von Kızılören. Das „Rot“ bezieht sich auf die Farbe der Steine des Hans. Der ursprüngliche Name des Hans ist unbekannt. Noch in Untersuchungen aus dem Jahr 1992 wurde der kleine Han als „Gebäude neben dem Kızılören Hanı“ bezeichnet. Früher wurde der Han mit dem Kuruçeşme Hanı gleichgesetzt. Neue Forschungen haben jedoch ergeben, dass der Kuruçeşme Hanı circa 15 km weiter südwestlich liegt.

## Geschichte
Wer der Auftraggeber des Bauwerks und der Architekt waren, ist bis heute unbekannt. Auf Grund der Bauweise des Gebäudes und der verwendeten Techniken geht man von einer Bauzeit Anfang oder Mitte des 13. Jahrhunderts aus; vermutlich unter den Seldschuken-Herrschern Kai Kaus I. (türkisch: I. İzzedin Keykavus) oder Kai Kobat (türkisch: Alaeddin Keykubad). Wahrscheinlich erfolgte der Bau kurz nach der Fertigstellung des Kızılören Hanı.
Im Laufe der Jahrhunderte verlor der Han an Bedeutung und die Karawanserei verfiel allmählich. Da der Han abseits von Siedlungen lag, blieb ihm das Schicksal, als Steinbruch für andere Gebäude zu dienen (wie zum Beispiel beim Eğirdir-Han geschehen), erspart. Dass der Han schon Anfang des 20. Jahrhunderts eine Ruine war, zeigen Reiseaufzeichnungen von Gertrude Bell von 1907. Die Bewohner der Umgebung benutzten den Han als Notunterkunft und als Stall für ihre Tiere. Auch Rudolf Meyer Riefstahl spricht 1930 von einer Ruine.
Von April 2008 bis Juni 2009 wurde der Han zusammen mit dem Kızılören Hanı für umgerechnet eine Million Euro (Umrechnung auf Basis 2008) renoviert.

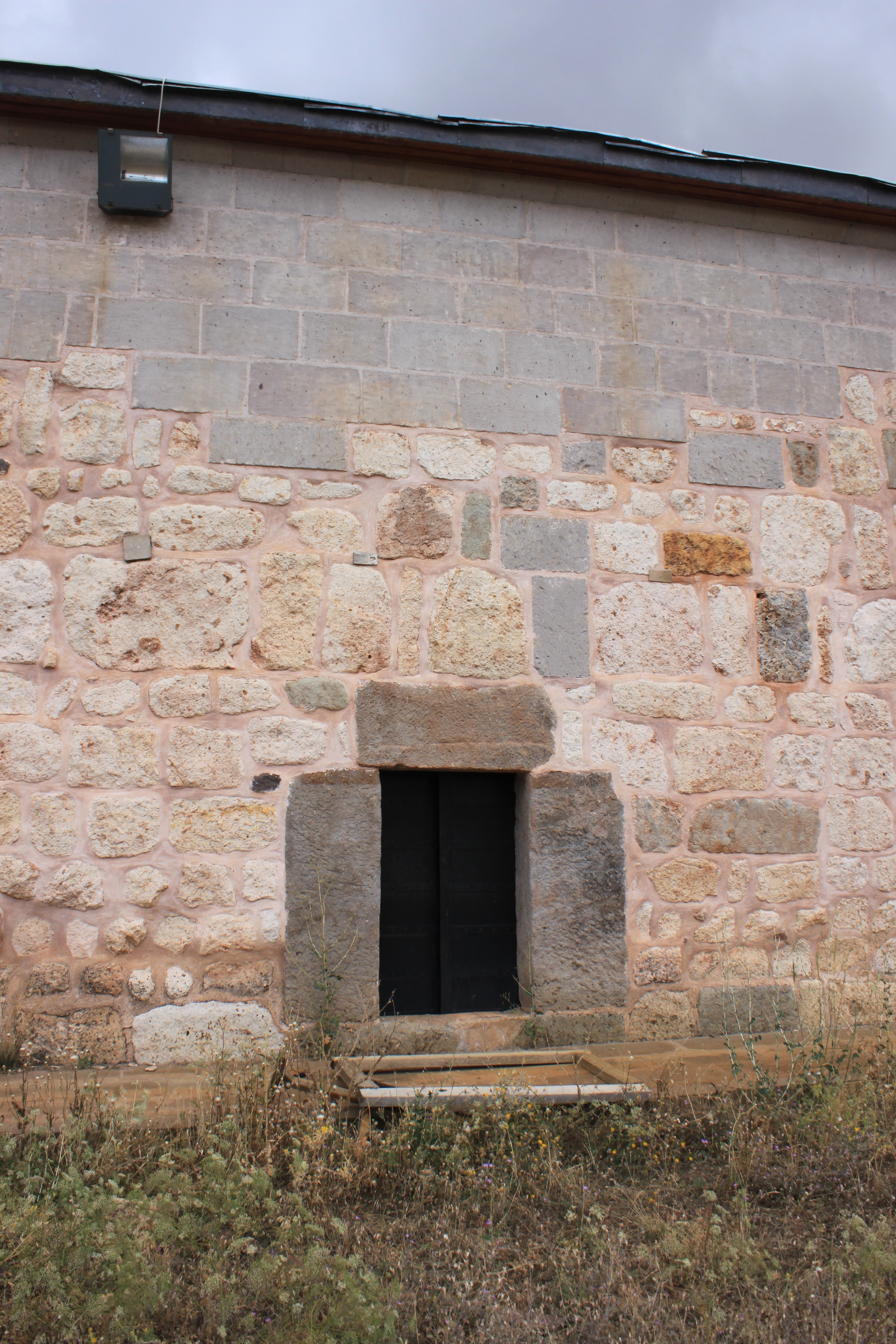
Das untypische Fenster im Küçük Kızılören Hanı.

## Architektur
Der Han ist ein rechteckiges Bauwerk mit einer Breite von knapp 15 m und einer Länge von 21 m. Damit handelt es sich um einen der kleinsten Seldschuken-Hane. Es fehlt auch die übliche Unterteilung in Sommerhof und Wintersaal.
Der Eingang ist nach Nord-Nord-Ost ausgerichtet und sehr schlicht. Der vorgesetzte Torbau ist ungefähr 4,5 m breit und von einem niedrigen Seldschuken-Bogen ohne Zierrat bekränzt. Das Tor selbst ist nur 1,5 m breit und war so konstruiert, dass es, wenn es verschlossen war, sich nur von innen öffnen ließ.
Der Hauptraum war ursprünglich in zwei Ebenen gegliedert; der erste Stock fehlt heute. Getragen wird der Raum durch ein zweischiffiges Tonnengewölbe, das in der Mitte von drei niedrigen Säulenbögen gestützt wird.
Auffällig sind die Fenster. Anstatt der üblichen schmalen Schlitzfenster erhellen vier asymmetrisch angeordnete rechteckige, relativ große Fenster – je eines pro Schiff an der Südwand und je eines an der Ost- und Westwand – den Raum.
Die Mauern bestehen aus grob gehauenen Sedimentsteinreihen, die in der Mitte mit Mörtel und Bruchsteinen, zum Teil mit Sedimentgestein, verfüllt wurden. Die obere Hälfte der Mauer wurde bei der Renovierung mit zugehauenen Kalksteinen ergänzt.
Das Dach ist nicht – wie bei einem Han sonst üblich – ein flaches Steindach, sondern ein leicht geneigtes Dach aus Blech und Teerpappe, das bei der Renovierung wahrscheinlich aus Kostengründen aufgesetzt wurde.

## Verzierung
Der Han enthält keine Verzierungen aus der Seldschukenzeit. Eine typische seldschukische Muqarnas-Verzierung fehlt ebenso wie Spolien im Mauerwerk. Bei der Renovierung 2008 wurde über dem Tor eine weiße Marmortafel angebracht, aber ohne Inschrift.
Im Inneren befindet sich an der Ostecke im rechten Schiff eine Mihrāb (Gebetsnische) aus der Seldschuken-Zeit. Sie wurde jedoch von Schatzräubern zu Beginn des 21. Jahrhunderts herausgeschlagen und ist verschollen. Heute ist an der Stelle eine neue Mihrāb eingesetzt worden.

## Verwendung
Der Umstand, dass hier zwei Hane nah beieinander standen, hat zu Spekulationen über die Nutzung des Küçük Kızılören Hanı geführt. Früher war die Theorie maßgebend, es handle sich um eine Moschee. Dies wird heute aus folgenden Gründen nicht mehr vertreten:
- die Mihrāb (Gebetsnische) ist nicht genau Richtung Mekka ausgerichtet und wurde erst – wie spätere Untersuchungen zeigten – nachträglich eingebaut.
- die nächste Ansiedlung war mindestens vier Kilometer entfernt und es gab auch keine anderen Siedlungen in der Nähe, so dass der Grund, hier eine Moschee zu bauen, hinfällig ist.
- im benachbarten Kızılören Hanı gab es bereits einen Gebetsraum.

Heute sieht man in dem Han entweder eine weitere Unterkunftsmöglichkeit als Ausweichquartier, falls der Kızılören Hanı voll belegt sein sollte, oder als spezielles Quartier für Soldaten und Meldereiter der Seldschuken.
Eine ähnliche Kombination von einem großen Han mit kleinem Nebengebäude findet man nur noch beim Kurum Han in Afşin.

## Fotogalerie

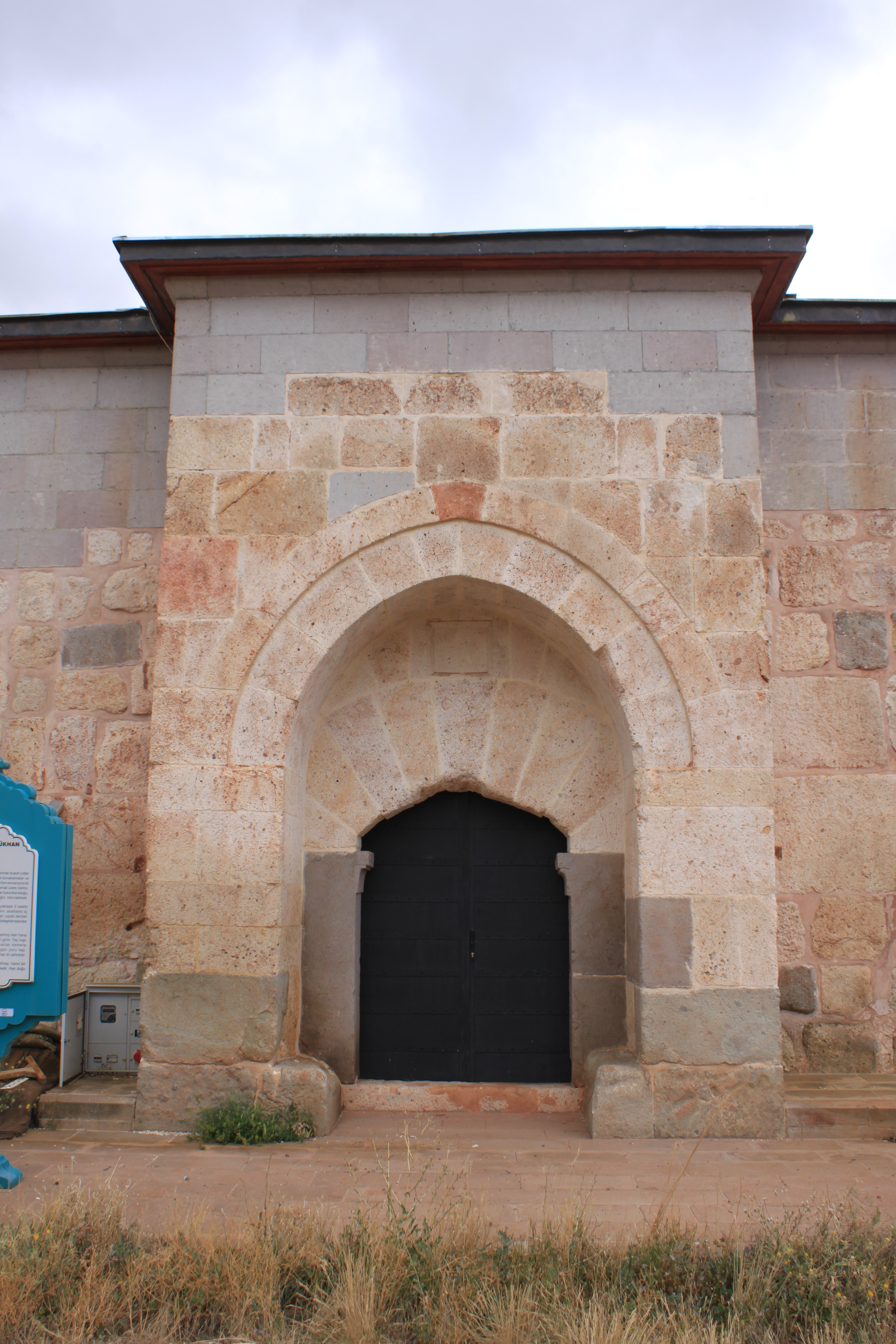
Eingang zum Kızılören Küçük Han.
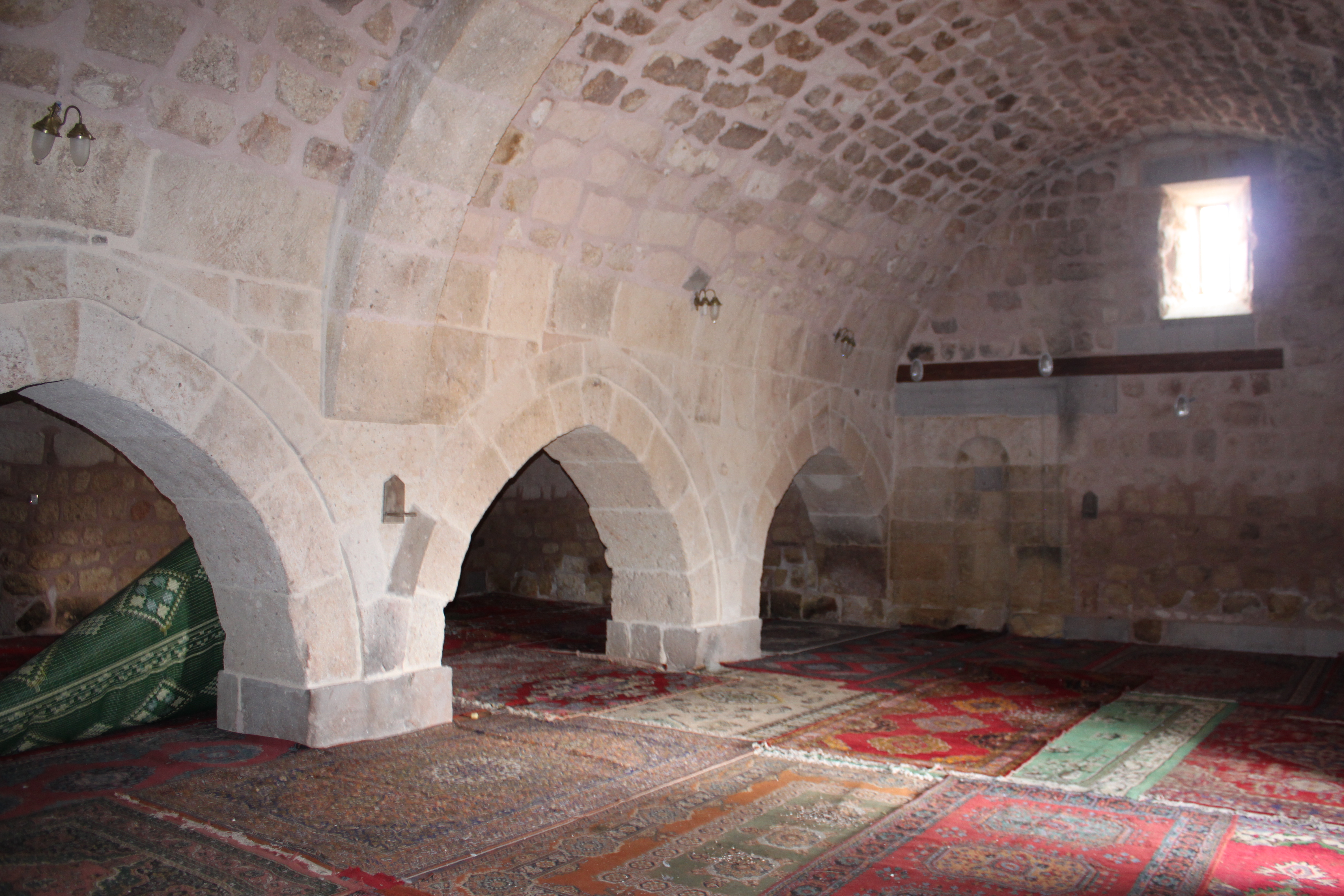
Das rechte Seitenschiff mit der neu eingebauten Mihrab.
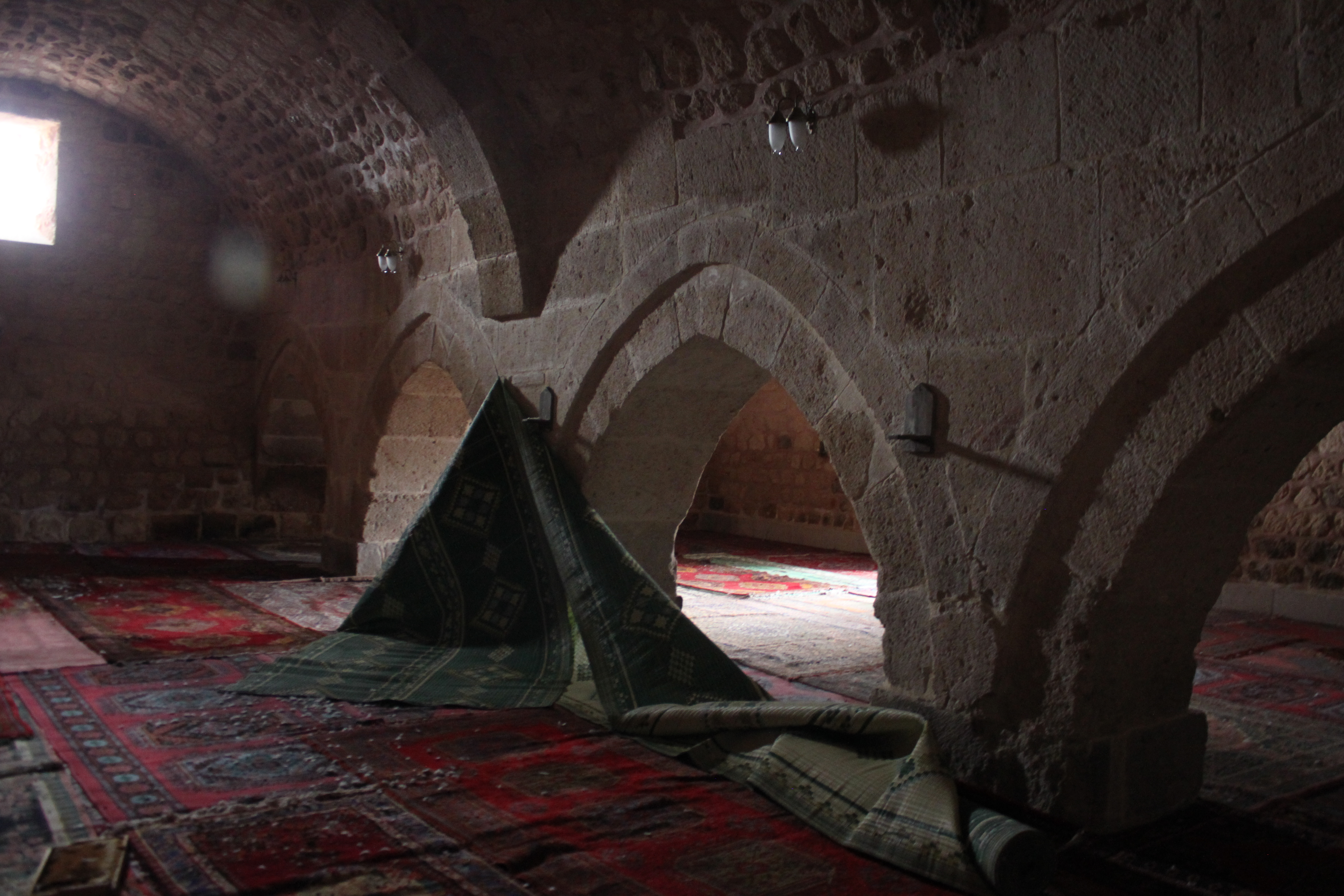
Das linke Seitenschiff.
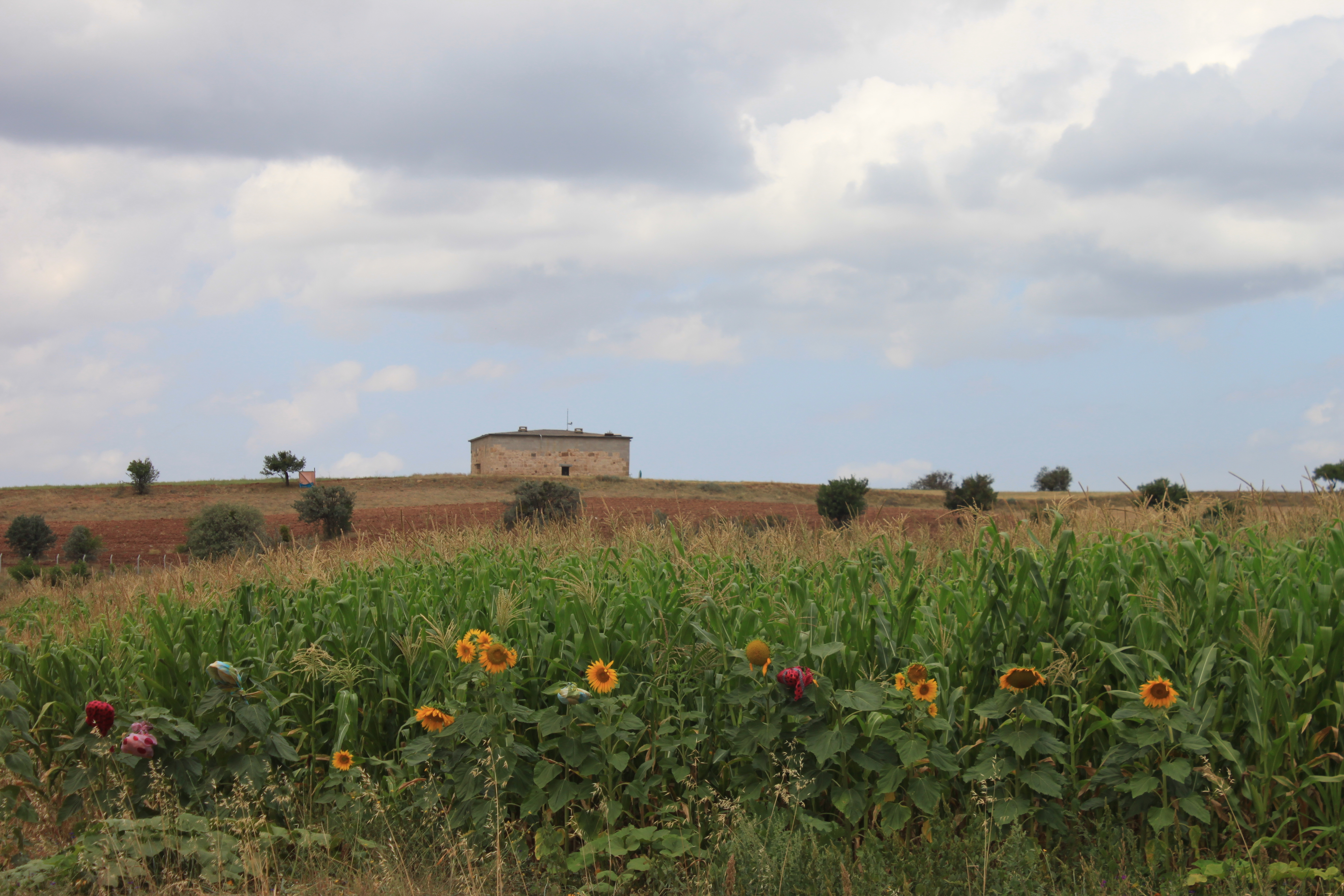
Blick auf den Han von Nordwesten.
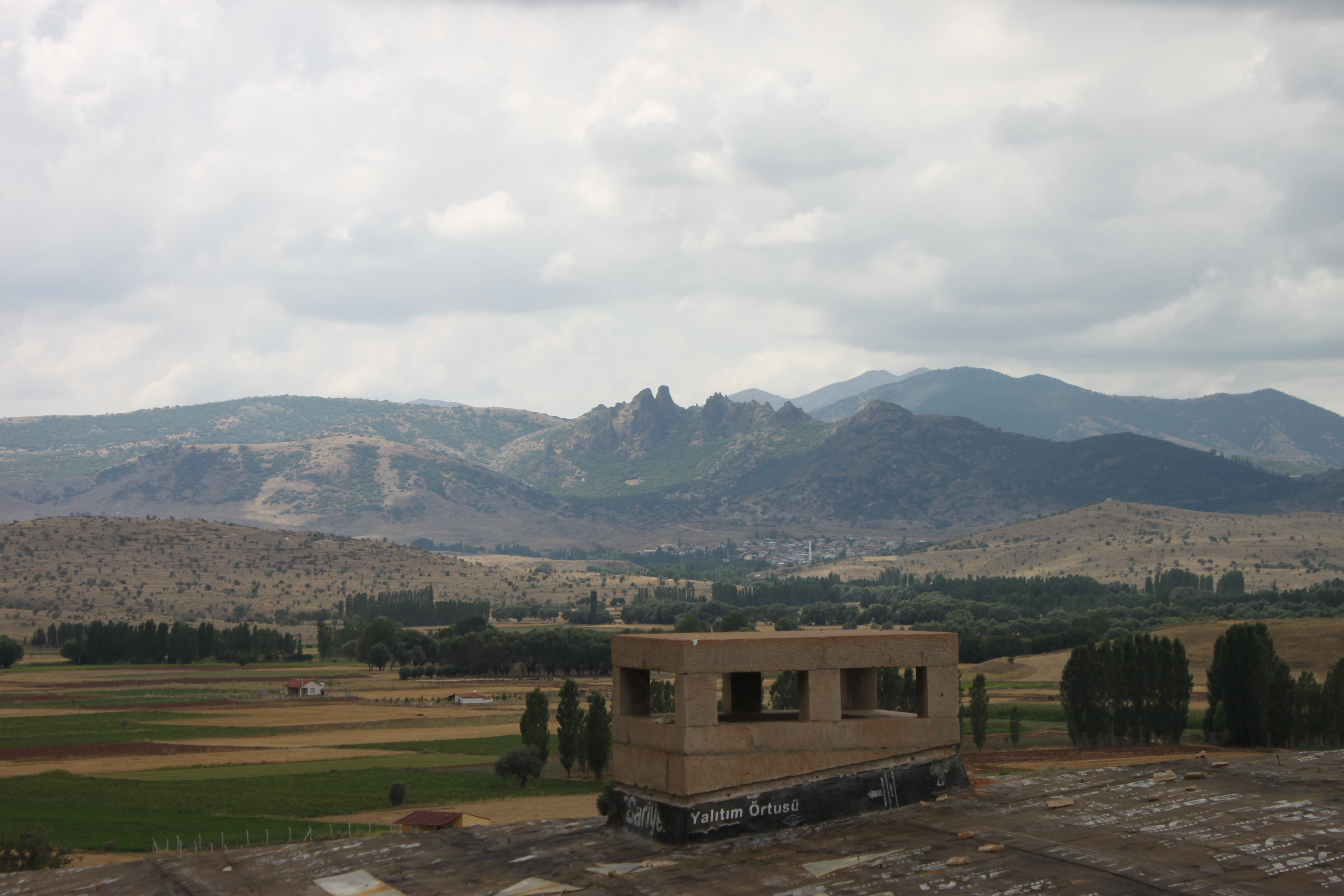
Blick vom Dach des Hans nach Süden zum Dorf Kızılören.
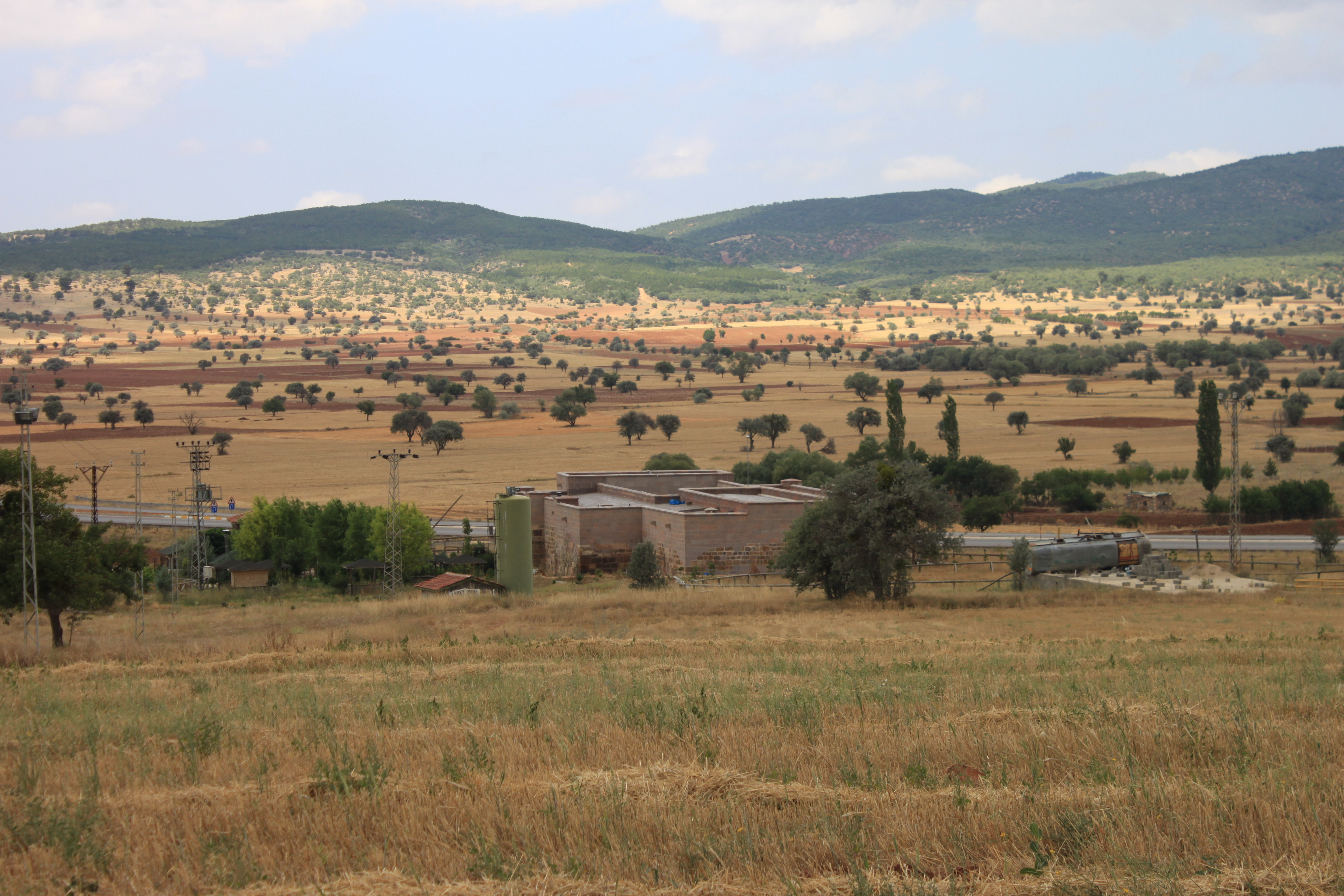
Blick vom Kızılören Küçük Han zum Kızılören Han (Richtung Nord)